# البحرية الفنلندية

شعار البحرية الفنلندية

القوات البحرية الفنلندية (بالفنلندية : Suomen merivoimat) أحد فروع قوات الدفاع الفنلندية ، وتضم قوات الدفاع الساحلي والأسطول الحربي . يمثل الأسطول الفنلندي أبرز قطعات البحرية الفنلندية . سنة 1927 ضـُمـّت قيادة المدفعية الساحلية إلى جانب الأسطول الحربي ، وفي عام 1933 تم تغير اسم الأسطول الحربي الفنلندي إلى البحرية الفنلندية. تقاسم مهام الدفاع الساحلي كل من المدفعية الساحلية والأسطول الحربي والموانئ العسكرية بين عامي 1923- 1927.
سـُميت البحرية في عام 1952 كواحدة من فروع الدفاع الفنلندي الثلاثة (إلى جانب الجيش الفنلندي والقوات الجوية الفنلندية) . توظف البحرية 2.300 شخص. يؤدي الخدمة العسكرية في القوات البحرية الفنلندية سنوياً 4.300 مجند. قائد البحرية هو أمير البحر الثاني يوها رانيكو.